# Badminton-U15-Europameisterschaft 2018
Die Badminton-U15-Europameisterschaft 2018 fand vom 16. bis zum 18. Februar 2018 in Kasan statt. Es war die dritte Auflage der Titelkämpfe.

## Sieger und Platzierte
| Disziplin    | Gold                               | Silber                                  | Bronze                           |
| ------------ | ---------------------------------- | --------------------------------------- | -------------------------------- |
| Herreneinzel | Alex Lanier                        | Simon Baron-Vezilier                    | Christian Faust Kjær             |
| Herreneinzel | Alex Lanier                        | Simon Baron-Vezilier                    | Igor Pushkarev                   |
| Dameneinzel  | Mariia Golubeva                    | Lisa Curtin                             | Elizaveta Baranova               |
| Dameneinzel  | Mariia Golubeva                    | Lisa Curtin                             | Maryja Stoljarenko               |
| Herrendoppel | Jakob Houe Christian Faust Kjær    | Mikkel Langemark Jeppe Søby             | Simon Baron-Vezilier Kimi Lovang |
| Herrendoppel | Jakob Houe Christian Faust Kjær    | Mikkel Langemark Jeppe Søby             | Daniil Dubovenko Maksim Ogloblin |
| Damendoppel  | Elizaveta Baranova Sofiia Bychkova | Ekaterina Kazantseva Ekaterina Tarasova | Émilie Drouin Téa Margueritte    |
| Damendoppel  | Elizaveta Baranova Sofiia Bychkova | Ekaterina Kazantseva Ekaterina Tarasova | Maria Lezzhova Elizaveta Malkova |
| Mixed        | Egor Borisov Mariia Golubeva       | Maksim Ogloblin Elizaveta Malkova       | Kimi Lovang Floriane Nurit       |
| Mixed        | Egor Borisov Mariia Golubeva       | Maksim Ogloblin Elizaveta Malkova       | Lucas Renoir Téa Margueritte     |